# Mattias Olsson (konstnär)
Karl Mattias Hjerpe Olsson, född 9 juni 1973 i Olofström, är en svensk illustratör, målare, tecknare, grafiker och skulptör.
Mattias Olsson utbildade sig på Grafikskolan Forum och Malmö konsthögskola till 1998. Han bor numera i Höganäs. 

## Illustrerade böcker i urval
- Örjan Persson: Davidsstjärnan, Opal, Bromma 2011, ISBN 978-91-7299-421-8
- Gull Åkerblom: Lånehunden, Opal Bromma 2011, ISBN 978-91-7299-484-3
- Peter Ekberg och Mattias Olsson: Aliens! Fakta om UFO och liv i rymden, Berghs, 2011, ISBN 978-91-502-1867-1

## Offentliga verk

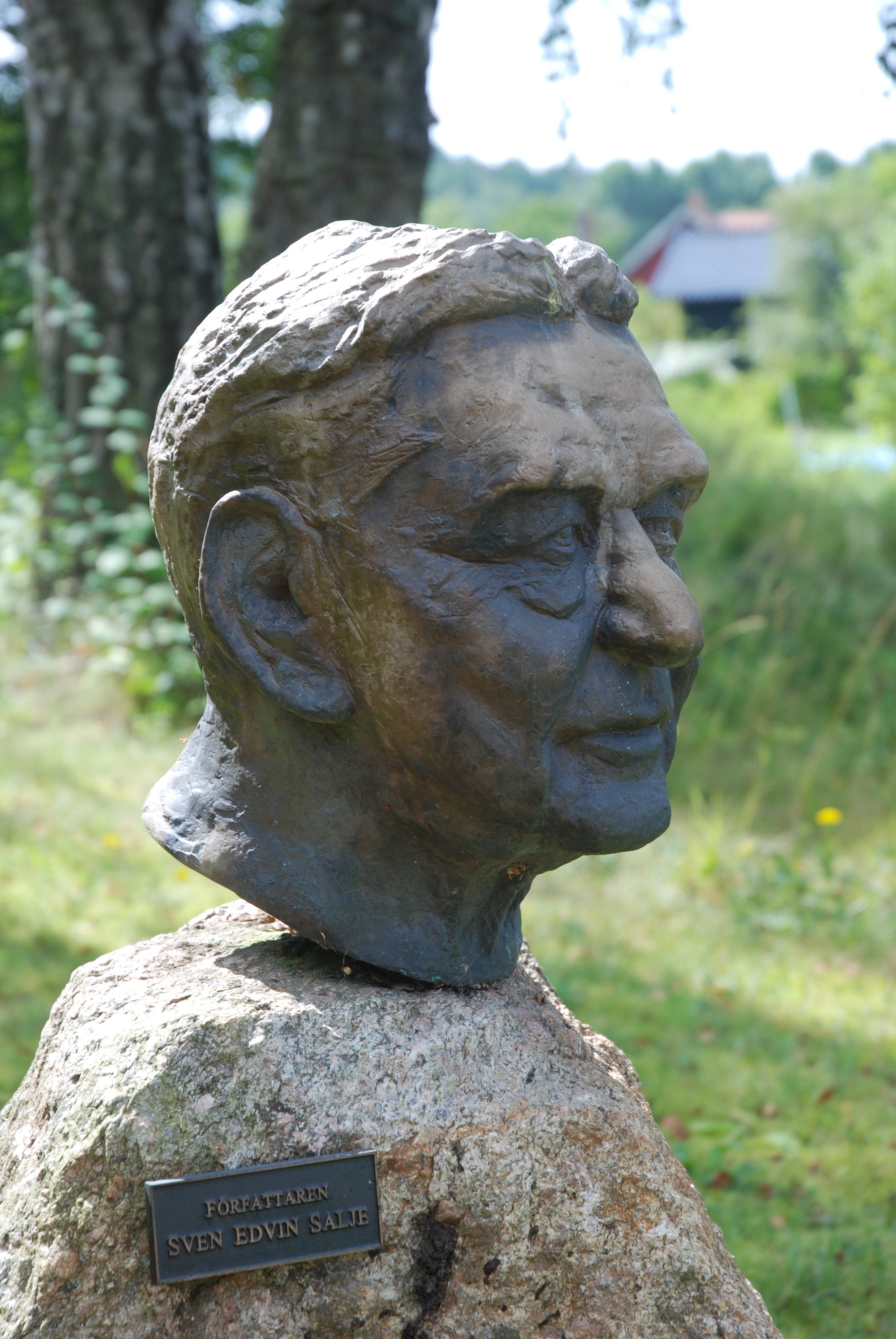
Porträtt av Sven Edvin Salje i Jämshög

- Porträtt av Sven Edvin Salje, skulptur i brons, 2001, vid Hembygdsgården i Jämshög